# Gonzalo Pérez
Gonzalo Pérez (Segòvia, 1500-Madrid, 1566) fou secretari del Consell d'Estat de Carles I i Felip II.
Va ser fill de Bartolomé Pérez, secretari de la Inquisició a Logronyo. La seva família tenia una posició folgada, ja que el seu pare va concedir diversos llocs i finques al Monestir de Santa María de Huerta, situat entre Castella i Aragó. Aquesta família era procedent de la baixa noblesa.
Respecte a la seva formació acadèmica, un dels seus mestres va ser Francisco dels Cobos. Va realitzar els seus estudis universitaris en el Col·legi d'Oviedo de la Universitat de Salamanca. El 1538 el cardenal Bembo li va concedir els títols de capellà de Carles I i ardiaca de Villena. Posteriorment el rei d'Espanya i emperador del Sacre Imperi el nomenà secretari íntim i conseller del seu fill Felipe II.
En la feina de casa de secretari personal, acompanya a Felip II amb motiu de les seves noces amb Maria de Portugal en 1543. Posteriorment també acudeix a les Corts de Montsó de 1547. També aquest mateix any va ser ardiaca de Sepúlveda. Després de l'abdicació de Carles I, el rei li concedeix a Gonzalo Pérez, en paga dels seus molts serveis prestats a la corona, l'abadia de San Isidoro de León. En la seva labor diplomàtica acompanya a Felip II a Flandes a la Dieta d'Augusta, i el1554 a Anglaterra.
Va haver-hi intenció per part de la governadora de Flandes, Margarida d'Àustria, i del cardenal Granvela que fos promogut al capelo, però assabentat Felip II del fet, va escriure al Summe Pontífex per impedir que ho fes, ja que no volia perdre al seu secretari.
Pare del conegut Antonio Pérez, el qual també va ser secretari d'Estat amb Felip II. Els seus detractors atribueixen aquesta paternitat després del seu ordenament com a clergue. Alguns autors atribueixen la paternitat al Príncep d'Éboli, aleshores casat, i s'especula que es tractaria d'un favor personal entre tots dos.
Va traduir al castellà per primera vegada de forma completa una obra d'Homer, l'Odissea (La Ulixea), publicada el 1550 a Salamanca, i a Anvers els cants I-XIII (reimpressió tres anys després) i el 1556 el poema sencer a Anvers. Una edició revisada va ser publicada el1562 a Venècia (reimpresa el1767).